# Infraestructura de Chile

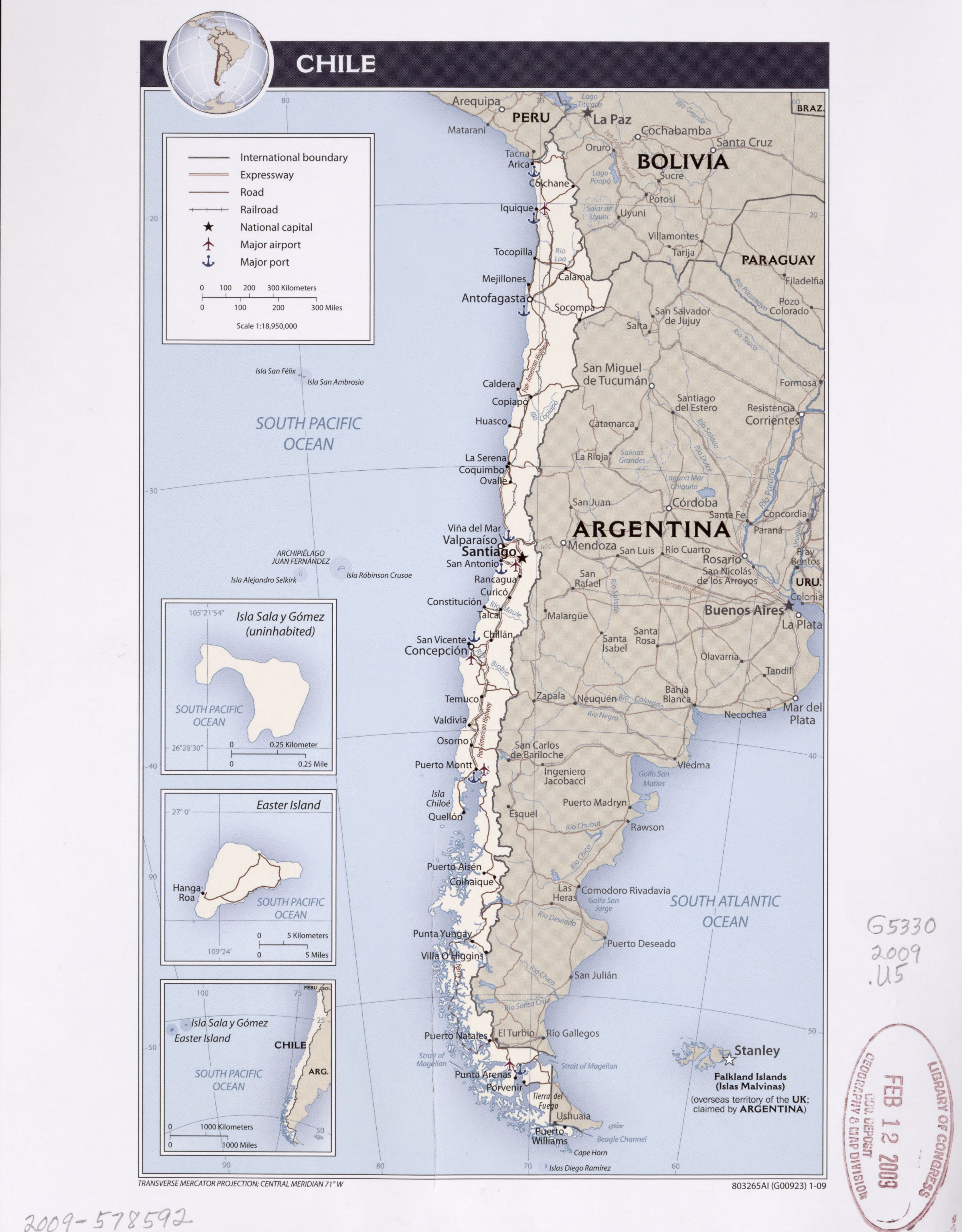
Mapa de Chile.

La infraestructura de Chile está formada por un grupo complejo de edificaciones que se ubican entre de las más modernas e importantes de América del Sur, siendo el Norte de Chile la zona de inversión más atractiva para la instalación de distintos tipos de energía renovable no convencional.

## Energía

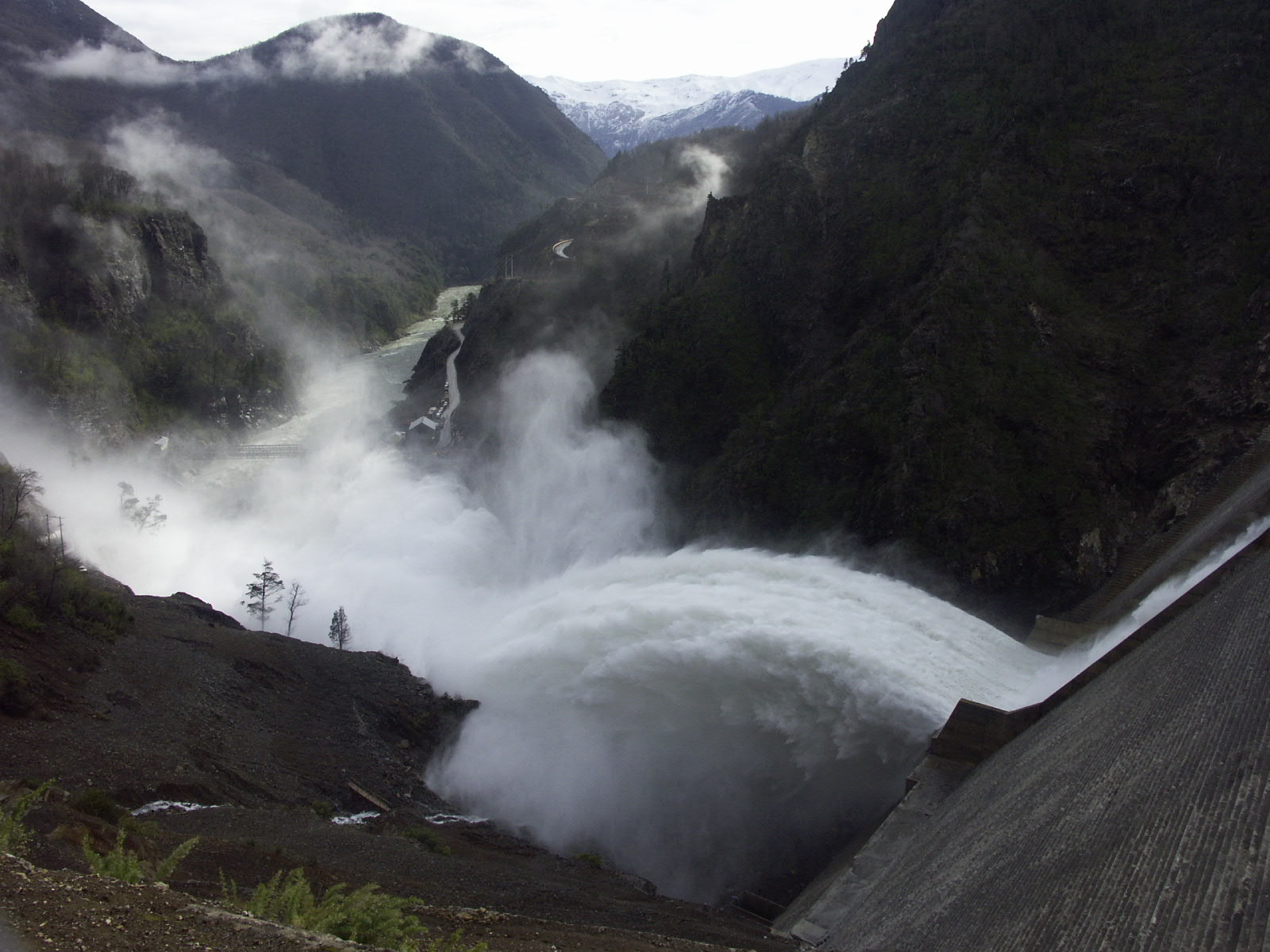
Central hidroeléctrica Ralco en la Región del Biobío.

Chile es energéticamente dependiente pues carece de grandes reservas de recursos no renovables. Debido a esto, el precio de los combustibles fósiles depende completamente de la situación internacional. Solo 10 640 barriles de petróleo, equivalentes al 3,51 % de los 302 700 consumidos diariamente en 2010, provinieron de los yacimientos australes; el resto correspondió a importaciones. En 2009 se estimó que se importaron 305 100 barriles de petróleo, mientras que se exportaron 52 390. En 2011 las reservas se estimaron en 150 millones de barriles.
Por otro lado, casi el 53 % del gas natural consumido en el país es importado. Según estimaciones, se produjeron 1 350 000 000 de m³, equivalentes al 47,53 % de los 2 840 millones consumidos en 2009; el resto correspondió a importaciones. Durante gran parte de los años 2000, el principal proveedor fue Argentina, a través de un gasoducto, pero la apertura del terminal de regasificación de gas natural licuado en el puerto de Quintero en 2009 ha permitido diversificar la matriz de proveedores a todo el mundo. En 2011 las reservas se estimaron en 97 970 000 000 de m³.
En Chile existen cuatro sistemas eléctricos: el Sistema Interconectado del Norte Grande, el Sistema Interconectado Central, el Sistema Eléctrico de Aysén y el Sistema Eléctrico de Magallanes. En 2008 la producción de electricidad se estimó en 60 280 GWh, principalmente generados por centrales hidroeléctricas y, en menor medida, por termoeléctricas, mientras que el consumo de electricidad llegó a los 56 350 GWh. Además, se importaron 818 GWh en 2009. Sin embargo, existen tratativas para exportar energía eléctrica a Argentina desde el Norte Grande. Pese a la cantidad de electricidad generada por hidroelectricidad, se ha aprovechado menos del 20 % del potencial hídrico del país para evitar la destrucción de sistemas ecológicos por la creación de embalses, como el de Aysén.
Un hito en la energía hidráulica para la generación de energía eléctrica en Chile es la central hidroeléctrica Chivilingo, diseñada por Thomas Alva Edison y construida en Lota en 1896, convirtiéndose en la primera de su tipo en el país y la segunda de Sudamérica.
Por el momento no existen centrales nucleares, aunque el debate sobre la factibilidad técnica del uso seguro de este tipo de energía en el país se abrió en 2006. A esto se suman algunos planes para instalar centrales de recursos renovables en Chile —como la planta termosolar Pampa Elvira Solar, que abastece a la División Gabriela Mistral de Codelco en Sierra Gorda— y así aprovechar su alto potencial eólico, geotérmico, mareomotriz, solar, termosolar y undimotriz. Para 2025 se proyecta que el 20 % de la energía comercializada del país provenga de fuentes renovables no convencionales locales.

## Transporte y conectividad
Debido a las características geográficas del país, la red de transportes es de vital importancia.

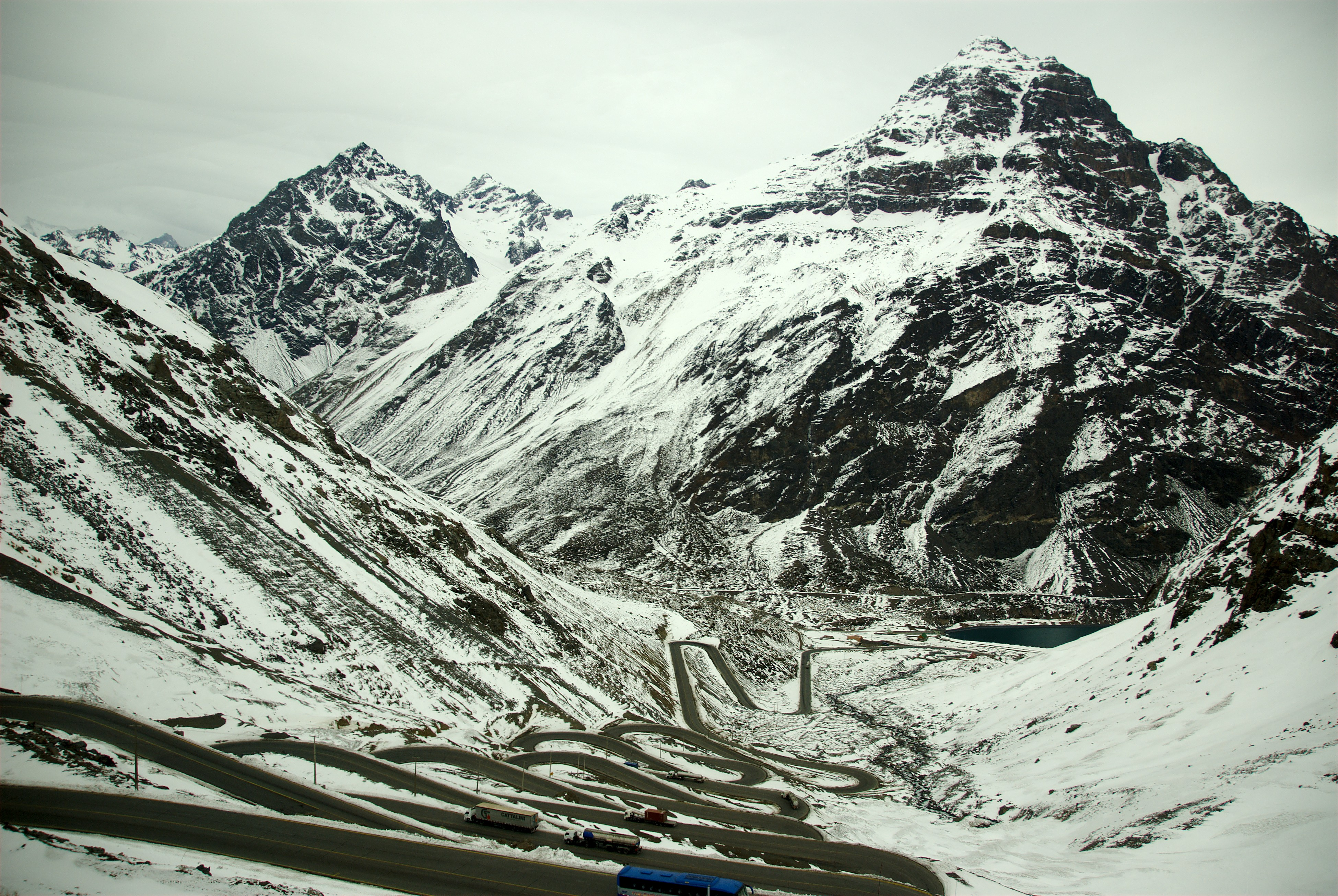
Paso Internacional Los Libertadores.

En cuanto a carreteras, en 2010 Chile contaba con una extensión vial de 77 763,74 km —17 835,57 de tierra, 18 147,42 pavimentados y 32 720,02 de ripio—. Desde mediados de los años 1990, se ha producido el mejoramiento de las vías gracias a las licitaciones que permitieron la construcción de más de 2500 km de autopistas de nivel internacional, destacando gran parte de la Carretera Panamericana, que recorre Chile entre Arica y la isla de Chiloé; las rutas entre Santiago, Valparaíso y el Litoral Central, el acceso norte al Gran Concepción y la red de autopistas urbanas de Santiago, inauguradas entre 2004 y 2006. Otra vía importante es la Carretera Austral, que conecta Aysén con el resto del país, pese a estar cortada en algunos tramos en que se utilizan transbordadores. Los pasos de Chungará-Tambo Quemado y Chacalluta sirven de conexión fronteriza con Bolivia y Perú, respectivamente, mientras que con Argentina existen más de cuarenta a lo largo de la cordillera, siendo el más importante el de Los Libertadores.

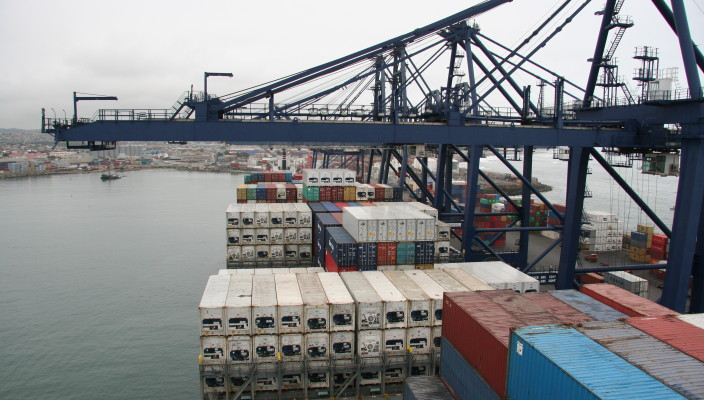
San Antonio, el principal puerto exportador del país.

Aunque la costa chilena se extiende por 6.435 km, la navegación es poco utilizada como medio de transporte de pasajeros salvo en Chiloé y la zona austral, donde sirve como conexión entre las diversas islas. Por otro lado, para Chile es de gran importancia la marina mercante, formada por 48 navíos en 2010, que transporta el 95 % de las exportaciones e importaciones —en 2012, Chile fue el tercer principal usuario del canal de Panamá—. Chile cuenta con 39 puertos —12 estatales y 27 privados—; entre ellos, los principales son, de norte a sur: Huasco, Puerto Ventanas, Valparaíso, San Antonio, Lirquén, San Vicente y Coronel.

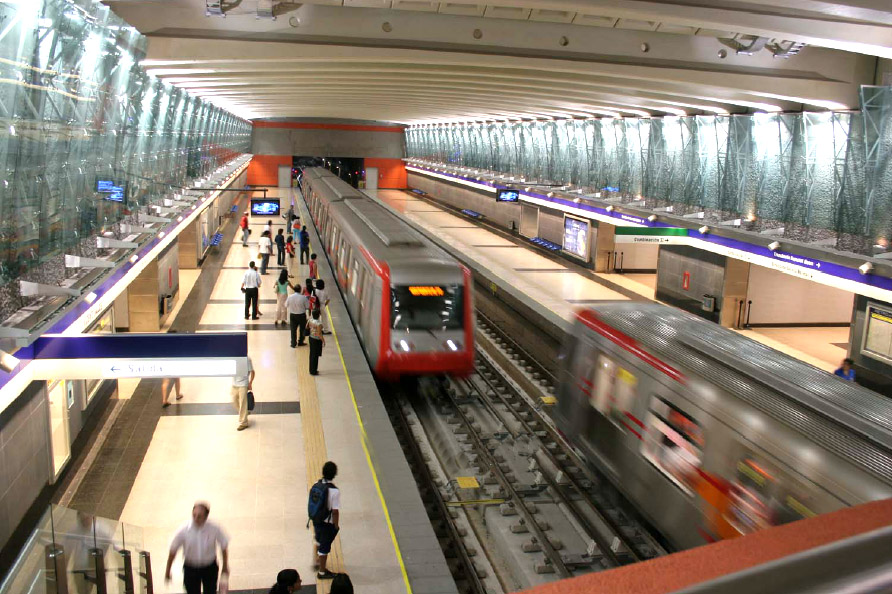
Metro de Santiago.

En 2010 el sistema de ferrocarriles chileno contaba con 7.280 km de extensión (3.430 km de trocha ancha y 3.850 km de trocha angosta). Las líneas férreas, que antaño cruzaron gran parte del país y fueron su motor de crecimiento, se utilizan principalmente para el transporte de carga hacia los puertos luego de la crisis que vivió este medio de transporte a mediados de los años 1970 y que casi lleva a su extinción. Desde los años 1990, se ha vivido un proceso de recuperación del tren con el restablecimiento de los servicios de pasajeros de la Empresa de los Ferrocarriles del Estado (EFE) entre Santiago y Puerto Montt. Por el contrario, el sistema de ferrocarriles urbanos ha experimentado una expansión en los últimos años con la inauguración de los sistemas Biotrén (1999) y Tren Limache-Puerto (2005), y la extensión del Metro de Santiago (1975) hasta los 103 km en 2011.

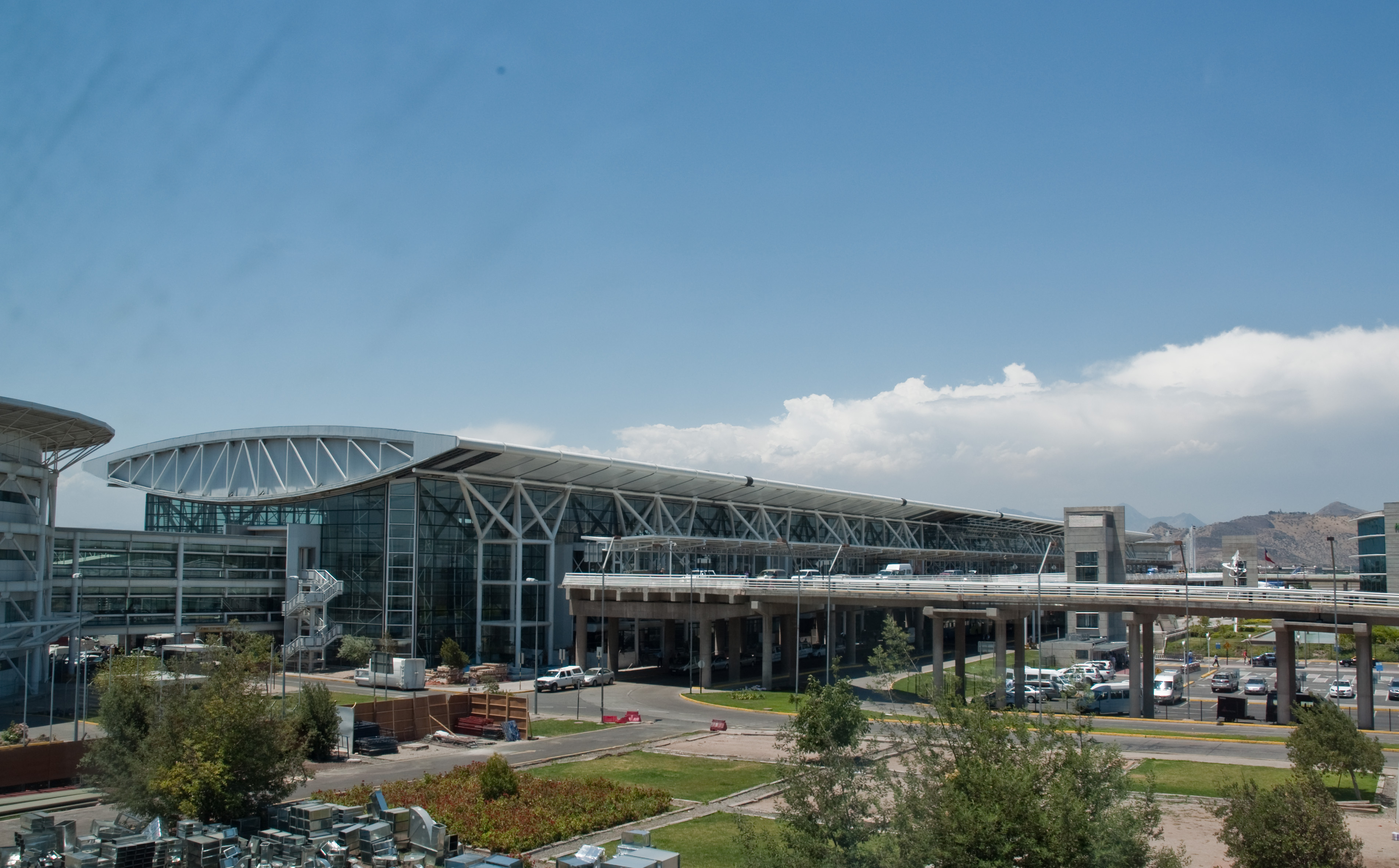
Aeropuerto de Santiago.

Chile cuenta con 127 helipuertos y 347 pistas de aterrizaje aéreo. Entre ellas destacan los aeropuertos de Chacalluta en Arica, Diego Aracena en Iquique, Andrés Sabella en Antofagasta, Carriel Sur en Concepción, El Tepual en Puerto Montt, Presidente Ibáñez en Punta Arenas, Mataveri en isla de Pascua, el aeropuerto más remoto del mundo; y Arturo Merino Benítez en Santiago (1967), uno de los principales del continente, con un tráfico de 12 105 524 pasajeros en 2011.

## Telecomunicaciones
Chile cuenta con un sistema de telecomunicaciones que abarca gran parte del territorio, incluyendo Chile insular y las bases antárticas.

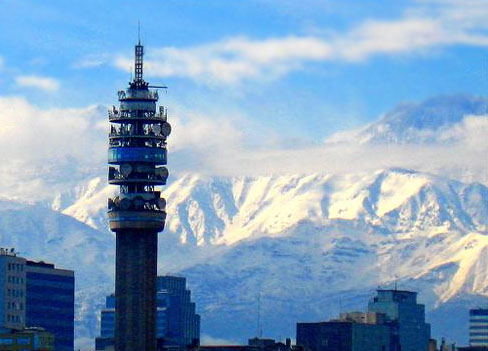
Torre Entel.

En 1968 entró en operaciones la estación terrena de comunicación satelital de Longovilo, la primera de su tipo en América Latina, propiedad de la empresa Entel Chile.
En 2012 había 3 276 000 líneas de telefonía fija y 24 130 000 abonados a la telefonía móvil. En 2009 Chile se convirtió en el tercer país latinoamericano en alcanzar el 100 % de penetración en telefonía móvil. Asimismo, el consumo de servicios de banda ancha móvil per cápita —incluyendo netbooks, smartphones y tabletas— igualó el promedio de la OCDE. Este fenómeno fue favorecido por las políticas de protección a la libre competencia, la entrada de OMVs al mercado y la portabilidad numérica, entre otros factores.
Según el índice de desarrollo humano 2010, en Chile había 32,5 usuarios de Internet por cada cien personas. En 2013 las tasas de penetración de Internet —con 11 546 990 de usuarios (el 66,5 % de la población total)— y de banda ancha —con el 30,9 % de alcance a 2011— estaban entre las más altas de América Latina. En 2014 la integración en Internet del país fue la mayor de Latinoamérica.
En 1993 se instaló en Chile el primer servidor web de América Latina. En tanto, el número de sitios web registrados con el dominio de nivel superior geográfico del país —«.cl», creado en 1987— llegó a 474 471 a fines de marzo de 2015. Por otra parte, los internautas chilenos fueron los terceros del mundo que más tiempo dedicaron a las redes sociales en 2011.

## Medios de comunicación
Los medios de comunicación masiva tradicionales en Chile son la prensa escrita, la radio y la televisión.

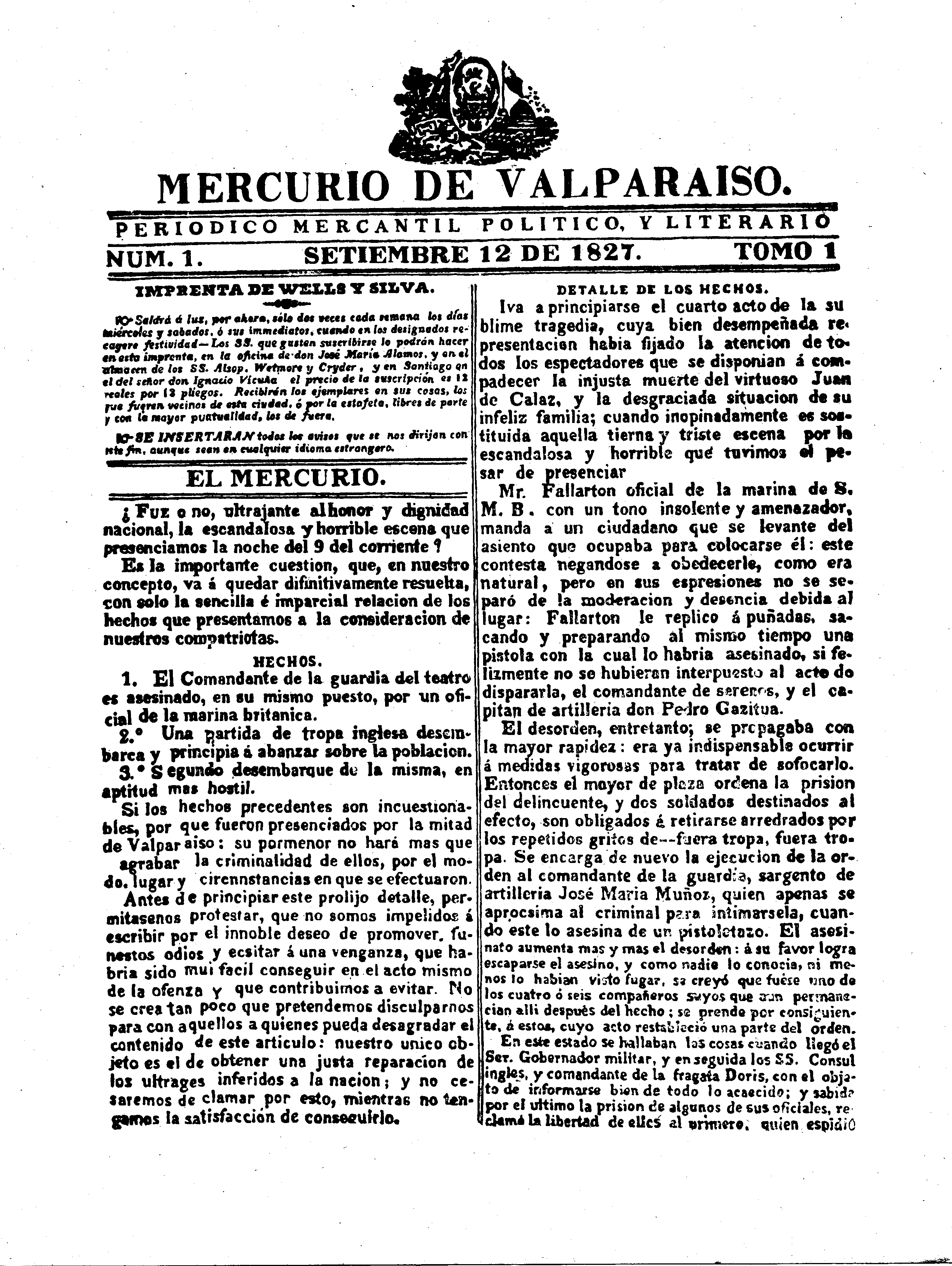
El Mercurio de Valparaíso es el periódico en circulación más antiguo en lengua española.

Con orígenes en el primer periódico nacional —Aurora de Chile, cuyo primer número se publicó el 13 de febrero de 1812—, la prensa chilena se concentra primordialmente en dos consorcios periodísticos, Copesa y El Mercurio Sociedad Anónima Periodística, cuyos principales diarios de circulación nacional son, respectivamente, La Tercera y El Mercurio. La edición de Valparaíso de este último es el periódico vigente más antiguo del país y del mundo en lengua española, publicado a partir del 12 de septiembre de 1827. Además, existen diversas publicaciones de circulación regional. Las revistas —semanales, quincenales o mensuales— son de circulación nacional.
La primera transmisión oficial de radio en Chile ocurrió en Santiago el 19 de agosto de 1922, en tanto que la primera radioemisora del país, Radio Chilena, se inauguró el 26 de marzo de 1923. Décadas más tarde, inició sus emisiones El Conquistador FM, la primera radio chilena en transmitir en frecuencia modulada el 1 de marzo de 1962. Esta misma estación fue la primera en transmitir en sonido estéreo en 1963. En 2006 se registraron 1490 radioemisoras en el país —175 AM y 1315 FM—, la mayoría de ellas afiliada a la Archi.
La televisión es el principal medio de comunicación del país. Su primera transmisión se realizó en Valparaíso el 5 de octubre de 1957 y se masificó a partir de la realización en Chile de la Copa Mundial de Fútbol de 1962. La televisión chilena cuenta con siete estaciones televisivas con cobertura nacional —la estatal Televisión Nacional de Chile (1969) y las privadas UCV Televisión (1957), la más antigua del país, dependiente de la Pontificia Universidad Católica de Valparaíso; Canal 13 (1959), dependiente del Grupo Luksic y de la Pontificia Universidad Católica de Chile; Chilevisión (1960), Mega (1990), La Red (1991) y Telecanal (2005)—, agrupadas en la Anatel, y varias de carácter regional. La televisión chilena ha transmitido en el sistema NTSC, en color desde 1978, en estéreo desde 1985 y en alta definición desde 2009.